# 썸에이지
주식회사 썸에이지(영어: ThumbAge)는 대한민국의 중소 게임 개발 및 퍼블리싱 기업이다.
갓레이드, 마녀자판기과 프로젝트V등의 게임을 제작 서비스하다가 2024년 2월에 흥행 저조를 이유로 마녀자판기 서비스를 종료했다.

## 역사
2021년 2월 벤처 캐피털인 새한창업투자가 더블랙레이블 투자를 위해 조성한 약 475억 원 규모의 '새한벤처펀드 14호'에 출자자로 참여하는 형태로 더블랙레이블에 20억 원을 투자했다.

## 같이 보기
- 더블랙레이블
- 로제